# Herb gminy Skomlin
Herb gminy Skomlin – symbol gminy Skomlin, ustanowiony 16 czerwca 1998.

## Wygląd i symbolika
Herb przedstawia na tarczy w polu zielonym srebrną wieżę z czerwonymi dachami. Jest to nawiązanie do murowanej dzwonnicy, znajdującej się w Skomlinie.